# Jeremy McKinnon
Jeremy Wade McKinnon (Ocala, 17 december 1985) is een Amerikaanse zanger, songwriter en producer, vooral bekend als een van de oprichters en de zanger van A Day to Remember. Hij heeft volledige albums geproduceerd voor The Ghost Inside, Neck Deep en Wage War.

## Biografie
Jeremy McKinnon groeide op in Ocala, Florida en groeide op met twee zussen. Zijn ouders komen oorspronkelijk uit Brooklyn, New York en hij is van Ierse en Italiaanse afkomst. McKinnon kreeg eerst een baan bij Boston Market en ging later bouwwerkzaamheden uitvoeren. McKinnons interesse in muziek kwam voort uit het rondhangen met de band van een vriend. McKinnon werd geïnspireerd om zware muziek te schrijven en te spelen door een lokale band, Seventh Star. McKinnon kwam vaak in de problemen tijdens de middelbare school in Ocala, Florida en als gevolg daarvan zou hij muziek gaan schrijven. McKinnons eerste band was de skaband All for Nothing, voordat hij zich bij gitarist Tom Denney en drummer Bobby Scruggs voegde om A Day to Remember te vormen
Hij verscheen in de show Pawn Stars.
McKinnon en A Day to Remember-bassist Joshua Woodard hebben hun eigen platenlabel Running Man opgericht; in samenwerking met Epitaph tekenden ze band Veara.
Tijdens een interview in 2012 zei McKinnon dat de mogelijkheid om een soloalbum te maken onwaarschijnlijk was.
Op 25 december 2016 trouwde McKinnon met zijn oude vriendin, Stephanie Morrison. Op Vaderdag 2017 onthulde Stephanie op Instagram dat de twee hun eerste kind samen verwachtten. Op 5 december 2017 kondigden McKinnon en zijn vrouw de komst aan van hun eerste kind, een dochter.

## Invloeden
McKinnon noemt punkrockband Millencolin als zijn grootste muzikale invloed, en skapunkband Less Than Jake voor zijn invloeden op het podium: "Ze hadden plezier tijdens het concert, ze waren niet super serieus. Maar ze waren niet zo maf als om belachelijk over te komen. Gewoon, ze creëerden een geweldige sfeer, en ik heb dit altijd geweldig gevonden. Toen zag ik de Flaming Lips en Rammstein in Duitsland, en dat was het gekste concert dat ik ooit heb gezien. Ik probeer gewoon dat allemaal te combineren en breng alle geweldige dingen waar ik door de jaren heen van heb gehouden in de praktijk."

## Discografie
All for Nothing
- How to Score in High School (2002)

A Day to Remember
Zie ook: A Day to Remember discography
- And Their Name Was Treason (2005)
- For Those Who Have Heart (2007)
- Homesick (2009)
- What Separates Me from You (2010)
- Common Courtesy (2013)
- Bad Vibrations (2016)
- You're Welcome (2021)

### Gastbijdragen
| Band                  | Album                      | nummer                         |
| --------------------- | -------------------------- | ------------------------------ |
| In Fear and Faith     | Your World on Fire         | "Strength in Numbers"          |
| For the Fallen Dreams | Relentless                 | "Nightmares"                   |
| Pierce the Veil       | Selfish Machines           | "Caraphernelia"                |
| Mest                  | Not What You Expected      | "Radio (Something to Believe)" |
| The Ghost Inside      | Get What You Give          | "Dark Horse"                   |
| August Burns Red      | Found in Far Away Places   | "Ghosts"                       |
| Neck Deep             | Life's Not out to Get You  | "Kali Ma"                      |
| League of Legends     | Non-album single           | "Take Over"                    |
| Hardy                 | The Mockingbird & the Crow | "Radio Song"                   |

### Productie discografie
Zie ook: Albums geproduceerd door Jeremy Mckinnon and nummeropnames geproduceerd door Jeremy McKinnon
| Band              | Album                      | Jaar van verschijnen |
| ----------------- | -------------------------- | -------------------- |
| Veara             | What We Left Behind        | 2010                 |
| A Day to Remember | What Separates Me from You | 2010                 |
| The Ghost Inside  | Get What You Give          | 2012                 |
| A Day to Remember | Common Courtesy            | 2013                 |
| The Ghost Inside  | Dear Youth                 | 2014                 |
| Neck Deep         | Life's Not out to Get You  | 2015                 |
| Wage War          | Blueprints                 | 2015                 |
| Wage War          | Deadweight                 | 2017                 |
| Wage War          | Pressure                   | 2019                 |
| The Ghost Inside  | The Ghost Inside           | 2020                 |
| A Day to Remember | You're Welcome             | 2021                 |
| Wage War          | Manic                      | 2021                 |